# ويليام هنري غيتس الأب
ويليام هنري غيتس الأب (بالإنجليزية: William H. Gates, Sr.)‏ (30 نوفمبر 1925) محامي متقاعد ومؤلف وفاعل خير أمريكي وهو والد مؤسس شركة مايكروسوفت بيل غيتس.